# João Aloysio Hoffmann
João Aloysio Hoffmann (São Leopoldo, 24 de junho de 1919 — 27 de junho de  1998) foi um bispo católico brasileiro. 

## Vida
Dom João nasceu na localidade de Joaneta em São Leopoldo, foi o sétimo filho, de dez irmãos do casal: Francisco Hoffmann e Elisabetha Seibel Hoffmann. Estudou em sua localidade natal e depois ingressou no seminário de Santa Maria e São Leopoldo. 

## Presbiterato
Dom João Aloysio Hoffmann foi ordenado padre no dia 19 de dezembro de 1943, em Selbach, por Dom Antônio Reis. Como sacerdote exerceu as seguintes funções pastorais: No ano de 1944 foi vigário paroquial em Carazinho; de 1945 a 1957 foi pároco em Tapera; nos anos de 1958 e 1959 foi chanceler do bispado em Passo Fundo; de 1960 a 1962 foi Vigário Geral da Diocese de Passo Fundo, também foi membro do cabido diocesano.

## Episcopado
No dia 26 de março de 1962 foi escolhido pelo Papa João XXIII para ser o primeiro bispo da Diocese de Frederico Westphalen. Recebeu a ordenação episcopal no dia 10 de junho de 1962, em Passo Fundo, das mãos de Dom Armando Lombardi (Núncio Apostólico no Brasil), Dom João Cláudio Colling e Dom Luís Victor Sartori. Escolheu como lema de vida episcopal: MESSIS IN SEMINE (A messe está na semeadura).
Na Diocese de Frederico Westphalen organizou a cúria diocesana e a própria diocese, enquanto participava do Concílio Vaticano II. Fez diversas visitas pastorais, criou novas paróquias e deu novo impulso a toda atividade pastoral diocesana.
Foi em 27 de maio de 1971 nomeado pelo Papa Paulo VI para primeiro bispo da Diocese de Erexim. Em 26 de janeiro de 1994 renunciou ao governo da diocese por limite de idade e no dia 27 de junho de 1998 veio a falecer.

## Ordenações episcopais
Dom João Aloysio Hoffmann foi concelebrante da ordenação episcopal de:
- Dom Alberto Trevisan, SAC
- Dom Bruno Maldaner
- Luiz Demétrio Valentini
- Girônimo Zanandréa